# 内田篤人
内田 篤人（うちだ あつと、1988年3月27日 - ）は、静岡県田方郡函南町出身の元プロサッカー選手、サッカー指導者。現役時代のポジションはディフェンダー（右サイドバック）。元日本代表。

## プロ入り前
函南中学校時代は目立った活躍をしていなかったが、高校入学にあたり静岡県中部地区の強豪校を志望し、将来の大学進学も視野に入れ、進学校でもある清水東高等学校に入学。高校へは自宅から1時間半ほどかけて通学していたという。
高校の同級生には多々良敦斗、2学年上には菊岡拓朗や荒田智之がいる。卒業に際しては7-8クラブから興味を示され、2006年に鹿島アントラーズへ加入。

## クラブ経歴

### 鹿島アントラーズ
2006年から監督に就任したパウロ・アウトゥオリに高く評価され、Jリーグ開幕戦（対広島）でクラブ史上初となる高卒ルーキーでのスタメン出場を果たし、ドリブルから先制点となるPKを獲得。続く第4節甲府戦では、ドリブル突破からの先制点でクラブ史上最年少得点を記録し、2点目もアシストした。なお、17歳11か月22日でのプロ初得点は、当時の記録である18歳1か月15日を上回り高卒ルーキーの史上最年少得点記録であった。また、同年のJリーグオールスターサッカーではDF最多得票で史上最年少出場を果たしている。
2007年に名良橋晃から指名され、背番号2を引き継いだ。2008年には自身初のJリーグベストイレブンに選出されるなど評価を高め、同年のシーズンオフには鹿島と4年半の長期契約を結んだ。2009年、鹿島は史上初のJリーグ3連覇を達成し、内田自身も2年連続でJリーグベストイレブンに選出された。

### シャルケ04

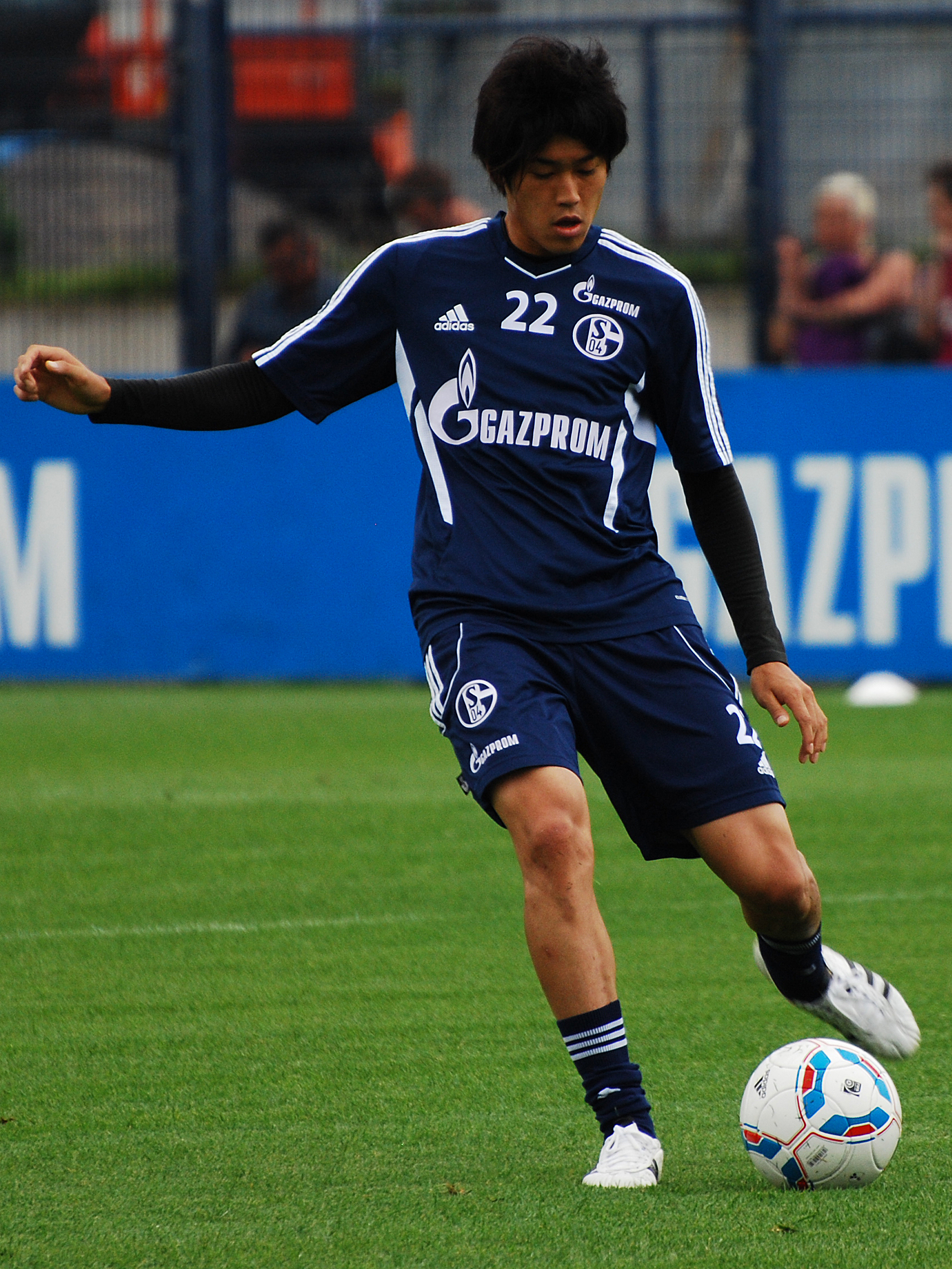
シャルケでトレーニングをする内田（2011年）

2010年7月1日に移籍金推定1億5000万円でドイツ・ブンデスリーガのシャルケ04へ3年契約で完全移籍。代理人は小野伸二、大迫勇也らと同じ秋山祐輔。移籍当初は代表戦での負傷もあり低調な滑り出しとなったが、秋には右サイドバックのレギュラーに定着した。11月24日のUEFAチャンピオンズリーグ（CL）グループステージ第5節リヨン戦では、相手DF3人を鋭く抜きながらの正確なアーリークロスをクラース・ヤン・フンテラールへ上げCL初アシストを記録し、B組1位通過での決勝トーナメント進出に貢献。CL決勝トーナメント1回戦でバレンシアを破ると、準々決勝では長友佑都が所属するインテルと対戦し、CL初の日本人対決を実現させた。シャルケは両試合とも2-5、2-1で圧勝し、内田は『EURO SPORT』が選ぶCL準々決勝第1戦のベストイレブンに選出された。準決勝のマンチェスター・ユナイテッド戦で、ウェイン・ルーニーとマッチアップする。試合には敗れたものの、CLベスト4という記録はクラブ史上、また日本人としても初めてのことであった。なお、内田はグループリーグのハポエル・テルアビブ戦（ホーム）以降10試合連続フル出場を果たしている。5月21日にはDFBポカール決勝のMSVデュースブルク戦に途中出場し、移籍後初タイトルを獲得した。
2011-12シーズンは開幕前の怪我やコンディション不良、さらに新加入のマルコ・ヘーガーの好調ぶりと右太腿肉離れが重なったことで前半戦は定位置を失いかけたものの後半戦はレギュラーの座を取り戻した。
2012-13シーズンは開幕前に契約を2015年6月まで延長。シーズン当初は扁桃炎の影響で出遅れたが、コンディションが整うと定位置を確保し、11月3日に行われた第10節TSG1899ホッフェンハイム戦でブンデスリーガ初得点を決めた。好調なチームの中にあってジェフェルソン・ファルファンと共に構成する右サイドはシャルケのストロングポイントとなった。2013年1月にはブンデスリーガの英語版公式HPが選ぶ2012年のベスト11に選ばれ、5月には同HPにて2012-13シーズンのベストイレブンに選出された。一方で、前シーズンに痛めた右太もも裏の肉離れでチームからの離脱を繰り返し、11月6日のCLアーセナル戦、12月15日のフライブルク戦、2月6日の日本代表ラトビア戦でそれぞれ患部を痛めた。復帰戦となった3月9日のドルトムント戦ではクロスからのアシストを2度記録しルールダービーでの勝利に貢献した。その時、日本では知られていないが、ドイツの一部では「サムライウッシー」と呼ばれていた。
2013-14シーズンも前半戦は安定したプレーを続けていたが、年明けの2014年2月に右太ももを痛め戦線離脱し、シーズン内に復帰することはできなかった。
2014年10月30日、シャルケと2018年6月までの新契約を結んだ。直後の第10節FCアウクスブルク戦では、今季2アシスト目となる決勝点をアシストした。前半戦は4節まで負傷していたが13試合に出場し、ブンデスリーガ公式サイトのベストサイドバックに選ばれた。
2014-15シーズンは、シーズン序盤と終盤戦は右膝を痛めた影響で戦列を離れたがレギュラーの座は譲らなかった。2015年3月初旬、対ホッフェンハイム戦で膝蓋腱を負傷し、戦線離脱。そのまま2014-15シーズンを終え、シーズンオフの同年6月に右膝の手術を行う。
その後、迎えた2015-16シーズンはドイツや日本国内でリハビリに励んだが十分な回復に至れず、とうとう一試合も公式戦に出場できないまま同シーズンを終えることとなった。また日本代表でもほとんどの試合で招集が見送られ、内田にとってかつてない異例の状況が続いていた。
暫くの間は古巣の鹿島アントラーズの施設をリハビリ活動の拠点としていたが、2016年7月上旬にシャルケのチーム練習に合流。しかし翌8月中頃、シャルケのアクセル・シュースターSDが「内田に関しては残念ながら状態が少し後退した。」とコメント、同時期のクラブ公式ツイッターでも「内田篤人は短期間日本に向かい、そこで彼が信頼する医師の治療を受けることになる」と発表があった。2016年12月8日、欧州ELのレッドブル・ザルツブルク戦で途中出場し、1年9カ月ぶりに復帰を果たした。

### 1.FCウニオン・ベルリン
2017年8月21日、出場機会を求め、シャルケからブンデスリーガ2部の1.FCウニオン・ベルリンへ2018年6月までの1年契約で完全移籍することが決定した。9月10日に行われた第5節のフォルトゥナ・デュッセルドルフ戦で移籍後初出場を果たし、クロスから同点となる相手のオウンゴールを誘発したが、その後宇佐美貴史に得点を許し、日本人対決となった試合は敗れた。9月20日、SVザントハウゼン戦では約2年半ぶりの先発フル出場を果たした。しかし10月17日に左太ももに肉離れを負ったことが発表され、戦線離脱。さらにクリストファー・トリメルとのポジション争いにも敗れ、ウニオン・ベルリンでのリーグ戦出場は前述の2試合のみとなった。

### 鹿島アントラーズ復帰
2018年1月2日、古巣である鹿島アントラーズへの復帰が発表された。2月25日、開幕戦の清水エスパルス戦で約8年ぶりにJリーグのピッチに立った。10月3日、ACL準決勝1stレグ・水原三星ブルーウィングス戦で、移籍後初得点となる貴重な逆転ゴールを挙げた。
しかし、西大伍とのポジション争いに敗れリーグ戦は13試合の出場に留まり、続く2019年シーズンも第5節の磐田戦での負傷によってリーグ戦10試合の出場に留まった。
2020年8月20日、2020年シーズンでの引退を発表。シーズン終了まで残っていた契約は8月31日で終了し、8月23日のガンバ大阪戦がラストマッチとなる。そのG大阪戦ではベンチスタートとなったが、広瀬陸斗が負傷したため前半16分から途中出場。三竿健斗から受けとったキャプテンマークを巻いて試合終了まで約75分間プレーし、試合終了間際の犬飼智也の同点ゴールの起点となった。

## 代表経歴

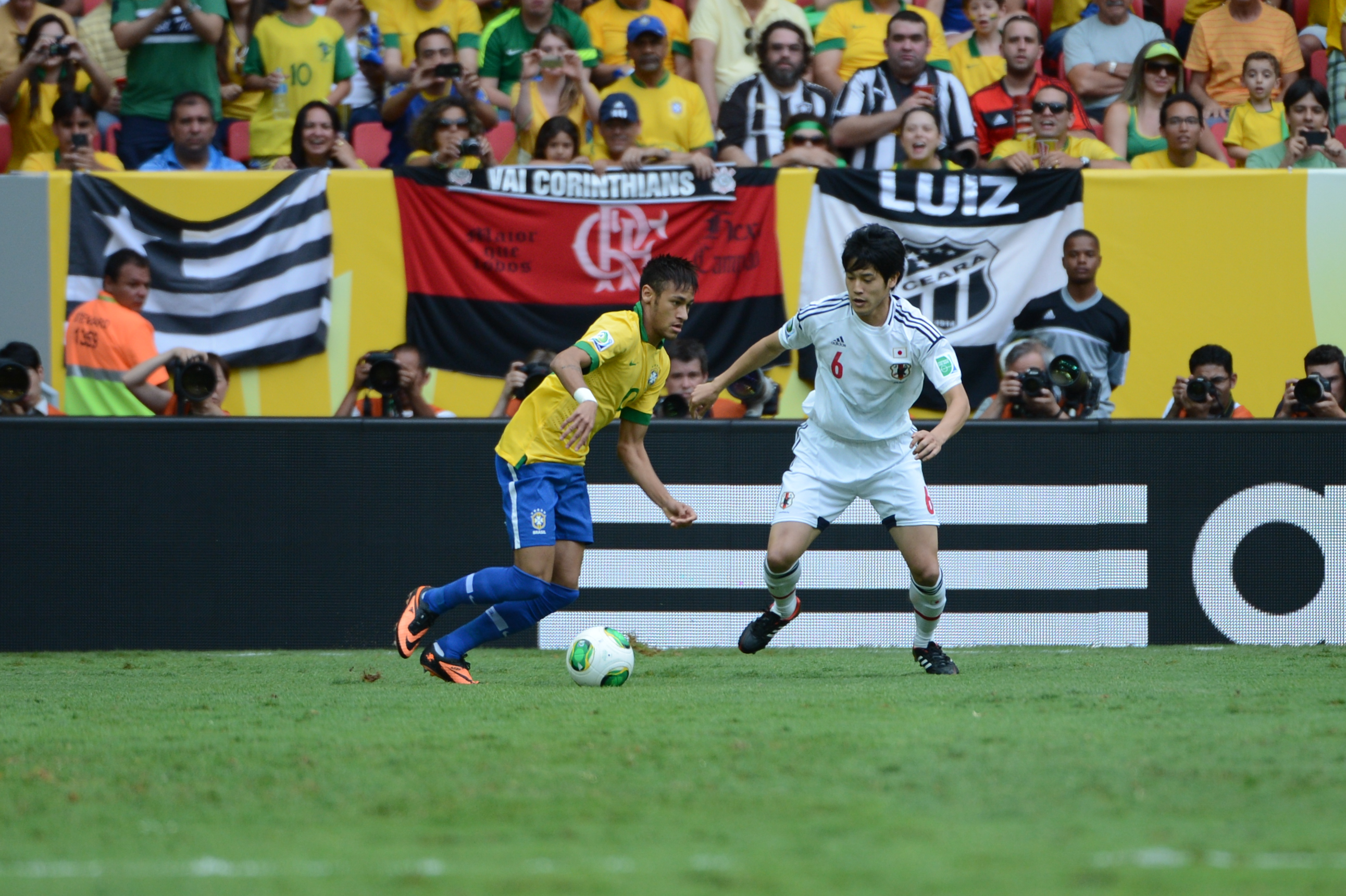
FIFAコンフェデレーションズカップ2013でブラジル代表のネイマールと対峙する内田（右）

2004年にAFC U-16選手権に向けて日本サッカー協会が主催した早生まれの選手を対象としたセレクションで、そのスピードが関係者の目に留まりU-16代表に招集され、豊田国際ユースサッカー大会とAFC U-17選手権2004に出場。この時は右サイドハーフとしてプレーしていたが、その後清水東高校でスピードを生かすためにサイドバックにコンバートされた。プロ入り後、2007年7月のFIFA U-20ワールドカップでは右サイドバックとして全4試合にフル出場。その後、2008年8月には北京オリンピックに出場した。
2007年にフル代表候補の合宿に初招集され、2008年1月26日のキリンチャレンジカップチリ戦でフル代表デビューした。19歳305日でのデビューはJリーグ発足後では市川大祐、小野伸二、梅崎司に次いで4番目の若さであった。同年2月6日にはJリーグ発足後10代の選手としては初めてワールドカップ・アジア3次予選グループ2第1戦タイ戦にスタメンフル出場を果たし、6月22日には同3次予選第6戦最終戦のバーレーン戦で代表初得点を決めた。2010年6月の2010 FIFAワールドカップの日本代表メンバーにも選出されたが、本大会直前に岡田武史監督が守備を重視する戦術に転換したことや体調不良により、右サイドバックのポジションを守備の評価の高い今野泰幸、今野の負傷後には攻守にバランスのある駒野友一に奪われ、本戦出場は叶わなかった。
アルベルト・ザッケローニ監督就任後は再びレギュラーに返り咲き、2011年1月のAFCアジアカップ2011では主力メンバーとして優勝に貢献した。
2014年には2大会連続でのFIFAワールドカップメンバーに選出され、本大会では全試合スタメンフル出場したが、チームはグループリーグで敗退した。
ワールドカップ終了後に代表引退を示唆したが、11月のキリンチャレンジカップでハビエル・アギーレ体制の代表に復帰した。12月、AFCアジアカップ2015の代表メンバーに選出されたが、右膝の怪我により出場を辞退した。

## 引退後
2020年9月、日本サッカー協会が新設したロールモデルコーチに就任し、U-19日本代表のコーチを担当した。
2021年3月31日より、テレビ朝日「報道ステーション」のスポーツコーナーにて、キャスターとして出演している。
2021年5月21日、シャルケのチームアンバサダーに就任したことが発表された。
2024年10月3日、第22回ベストフォーマリスト 男性部門を受賞した。

## プレースタイル
スピードと高い技術を併せ持った右サイドバック。元々は主に右サイドハーフや攻撃的MFのポジションでプレーしていたが高校3年に上がる春に右サイドバックにコンバートされた。高校時代の恩師・梅田和男はコンバートの理由について「前方に距離とスペースがあった方が（内田）篤人にとって余裕ができると思ったからです。守備はそれほどうまくなかったけど、相手に抜かれても追いつくスピードがあった」と評している。
シャルケ04の強化部長・ホルスト・ヘルトは内田の長所として、試合での戦術指示を完遂する自制心の強さ、攻撃にアクセントを与えつつも常に守備面を忘れない姿勢、走力というフィジカル面の強みなどを挙げている。欠点としてクロスの精度を挙げているが、その点については内田自身が改善に向けて努力しているとしている。
シャルケ移籍3か月後には「相手はデカイけど、タイミングさえあえば、（懐に）入れる。そこら辺のすばしっこさは僕の方があるので。それに、（相手に）ぶつかられても、それがボール持っているときでも、なかなか体勢が崩れなくなってきた」と自己分析している。
後方からのビルドアップ力に長けていることから、日本のサッカーメディアでは「日本におけるモダンSBの先駆け的存在」と称する向きもある。サッカージャーナリストの川端暁彦は「彼も最初からSBだったら、ああいうプレスかけられても動じることなく組み立てもできるような選手になっていないと思うんだよ」と評している。内田自身はバスケットボール漫画『SLAM DUNK』の登場人物、宮城リョータのプレーぶりを意識したものとしている。
一方、ドイツのサッカーメディア・90minは内田について「ブンデスリーガの他のすべての右サイドバックに影響を与えるような偉大なサッカー選手ではなかった。彼も最初は、異なるサッカー、新しい環境、異文化に適応しなければならなかった。環境に慣れ、技術に慣れた時、彼はあの時代の最も安定した選手の一人であった」と堅実なプレーぶりを評価している。

## エピソード
- 子供の頃は教師になることも夢見ていた[37]。
- 下戸であり、ブンデスリーガ開幕前に開かれた壮行会でチームメイトがビールで乾杯する中、内田篤人だけバナナジュースを飲んでいた。またDFBポカールでのフランクフルト戦終了後、シャルケの主力4選手がディスコでの夜遊びを目撃された問題について、記者に伝えられるまで内田自身は知らず「オレは第1便で帰りました。ビール飲めないですから」と語っていた[38]。
- 与えられた休暇を早く切り上げてドイツに戻り、練習に参加する姿勢をフェリックス・マガト監督から「こういう選手がチームにいるのは、本当に嬉しいことだ」と高く評価された[39]。
- シャルケのチームメイトやサポーターからは「ウシ（ー）」または「ウッシー」と呼ばれている[40]。本来、標準ドイツ語では[chi]は「ヒ」と発音されるが、シャルケ04の本拠ノルトライン＝ヴェストファーレン州をはじめとする地域で話される低ザクセン方言（または低ザクセン語）では、境界を接するフランス語同様に「シ」と発音される。なお、ドイツ語圏において「ウシー(Uschi)」は女性名である「ウルスラ」の愛称のひとつでもある。
- チームメイトのクリストフ・メッツェルダーは内田を「いい選手であるばかりでなく、人間としてもすばらしい」と好評価。そんな内田にメッツェルダーが望むことがあるとしたら、それは「もう少し自分を表現して欲しいことかな。まだ若い選手だからね」とコメントを残している[41]。
- 2011年2月26日の1.FCニュルンベルク戦にて、「内田篤人シャルケ04公式応援ツアー」参加者が応援に駆け付け、95人のうち女性が90人という人気ぶりに、同僚からは「日本のベッカム」と冷やかされたという[42]。また、その女性人気から「チームで僕が日本でモデルをやっていたという誤情報が流れている」と苦笑した[43]。
- 2011年3月12日、ブンデスリーガ第26節・アイントラハト・フランクフルト戦勝利後、「日本の皆へ。少しでも多くの命が救われますように。共に生きよう!」と書かれたシャツを着て、前日に日本で起きた東北地方太平洋沖地震の被災地に向けメッセージを送った[44]。
- 元同僚だったドイツ代表のマヌエル・ノイアーとは、シャルケから移籍をする直前に内田をドライブに誘い、オービスの位置や、お気に入りのアイスクリーム屋を案内してあげたなどのエピソードがある[45]。
- 好きなゲームは『モンスターハンター』で、インタビューで「最近嬉しかったのは、モンスターハンターで、クシャルダオラを倒したこと。そいつは、メチャ、強いの。風使いの龍なんだけどね、倒れて起き上がるときにバンってなっちゃうの。爆弾とか使って倒したの」と語るほどである[46]。
- 2013年1月14日、ドラマ『ビブリア古書堂の事件手帖』(月9・1月 - 3月クール)の第1話で、AKIRA（EXILE）演じる五浦大輔にハローワークで対応した相談員役で出演している。ちなみに、このドラマで使われた挿入曲、「let go」は内田本人が大好きな曲であると、かつてのインタビューで答えている。
- 2013年11月11日、ドラマ『海の上の診療所』(月9・10月 - 12月クール)の第5話で、安達祐実演じる女子アナの上村絵里子と交際が発覚したプロサッカー選手として実名で登場した。写真のみの出演である。
- 2013年、ラジオで知った吉田拓郎の曲を聴き込んでいて、吉田拓郎からCDを大量にプレゼントされた[47][48]。一番好きな楽曲は「外は白い雪の夜」という。
- 2015年5月25日、一般女性との結婚を発表[49]。
- 同年、「ベストジーニスト2015」グローバル特別敢闘賞を受賞[50]。
- 2017年5月13日、ホーム最終戦で第一子となる長女が誕生していたことを発表[51]。第二子については、2020年8月23日に行われた引退セレモニーに2人の娘を連れて参加し、翌日の引退会見で女児であること明かした[52]。さらに2023年10月11日、自身のXアカウントで第三子となる女児が誕生したことを発表している[53]。
- 2024年のJ1の優勝予想に「頑張って欲しいという思いも含めて」と前置きした上でセレッソ大阪を挙げている。理由は「良い選手が元々多いチーム、そろそろ優勝しても良いと思う」と話した[54]。

## 所属クラブ
ユース
- - 1999年  函南SSS
- 2000年 - 2002年  函南町立函南中学校
- 2003年 - 2005年  清水東高校

プロ
- 2006年 - 2010年6月  鹿島アントラーズ
- 2010年7月 - 2017年8月  シャルケ04
- 2017年8月 - 2018年1月  1.FCウニオン・ベルリン
- 2018年1月 - 2020年8月  鹿島アントラーズ

## 個人成績
| 国内大会個人成績 | 国内大会個人成績   | 国内大会個人成績 | 国内大会個人成績 | 国内大会個人成績 | 国内大会個人成績 | 国内大会個人成績 | 国内大会個人成績 | 国内大会個人成績 | 国内大会個人成績 | 国内大会個人成績 | 国内大会個人成績 |
| 年度             | クラブ             | 背番号           | リーグ           | リーグ戦         | リーグ戦         | リーグ杯         | リーグ杯         | オープン杯       | オープン杯       | 期間通算         | 期間通算         |
| 年度             | クラブ             | 背番号           | リーグ           | 出場             | 得点             | 出場             | 得点             | 出場             | 得点             | 出場             | 得点             |
| 日本             | 日本               | 日本             | 日本             | リーグ戦         | リーグ戦         | リーグ杯         | リーグ杯         | 天皇杯           | 天皇杯           | 期間通算         | 期間通算         |
| ---------------- | ------------------ | ---------------- | ---------------- | ---------------- | ---------------- | ---------------- | ---------------- | ---------------- | ---------------- | ---------------- | ---------------- |
| 2006             | 鹿島               | 20               | J1               | 28               | 2                | 10               | 0                | 3                | 0                | 41               | 2                |
| 2007             | 鹿島               | 2                | J1               | 31               | 0                | 8                | 0                | 5                | 1                | 44               | 1                |
| 2008             | 鹿島               | 2                | J1               | 25               | 1                | 1                | 0                | 1                | 0                | 27               | 1                |
| 2009             | 鹿島               | 2                | J1               | 31               | 0                | 2                | 0                | 2                | 0                | 35               | 0                |
| 2010             | 鹿島               | 2                | J1               | 9                | 0                | -                | -                | -                | -                | 9                | 0                |
| ドイツ           | ドイツ             | ドイツ           | ドイツ           | リーグ戦         | リーグ戦         | リーグ杯         | リーグ杯         | DFBポカール      | DFBポカール      | 期間通算         | 期間通算         |
| 2010-11          | シャルケ           | 22               | ブンデス1部      | 26               | 0                | -                | -                | 5                | 0                | 31               | 0                |
| 2011-12          | シャルケ           | 22               | ブンデス1部      | 18               | 0                | -                | -                | 0                | 0                | 18               | 0                |
| 2012-13          | シャルケ           | 22               | ブンデス1部      | 24               | 1                | -                | -                | 1                | 0                | 25               | 1                |
| 2013-14          | シャルケ           | 22               | ブンデス1部      | 17               | 0                | -                | -                | 2                | 0                | 19               | 0                |
| 2014-15          | シャルケ           | 22               | ブンデス1部      | 19               | 0                | -                | -                | 0                | 0                | 19               | 0                |
| 2015-16          | シャルケ           | 22               | ブンデス1部      | 0                | 0                | -                | -                | 0                | 0                | 0                | 0                |
| 2016-17          | シャルケ           | 22               | ブンデス1部      | 0                | 0                | -                | -                | 0                | 0                | 0                | 0                |
| 2017-18          | シャルケ           | 22               | ブンデス1部      | 0                | 0                | -                | -                | 0                | 0                | 0                | 0                |
| 2017-18          | ウニオン・ベルリン | 2                | ブンデス2部      | 2                | 0                | -                | -                | 0                | 0                | 2                | 0                |
| 日本             | 日本               | 日本             | 日本             | リーグ戦         | リーグ戦         | リーグ杯         | リーグ杯         | 天皇杯           | 天皇杯           | 期間通算         | 期間通算         |
| 2018             | 鹿島               | 2                | J1               | 12               | 0                | 2                | 0                | 3                | 0                | 17               | 0                |
| 2019             | 鹿島               | 2                | J1               | 10               | 0                | 1                | 0                | 1                | 0                | 12               | 0                |
| 2020             | 鹿島               | 2                | J1               | 2                | 0                | 1                | 0                | -                | -                | 3                | 0                |
| 通算             | 日本               | 日本             | J1               | 148              | 3                | 25               | 0                | 15               | 1                | 188              | 4                |
| 通算             | ドイツ             | ドイツ           | ブンデス1部      | 104              | 1                | -                | -                | 8                | 0                | 112              | 1                |
| 通算             | ドイツ             | ドイツ           | ブンデス2部      | 2                | 0                | -                | -                | 0                | 0                | 2                | 0                |
| 総通算           | 総通算             | 総通算           | 総通算           | 254              | 4                | 25               | 0                | 23               | 1                | 302              | 5                |

その他の公式戦
- 2008年
  - XEROX SUPER CUP 1試合0得点
- 2009年
  - FUJI XEROX SUPER CUP 1試合0得点
- 2010年
  - FUJI XEROX SUPER CUP 1試合0得点
  - DFLスーパーカップ 1試合0得点

| 国際大会個人成績 | 国際大会個人成績 | 国際大会個人成績 | 国際大会個人成績 | 国際大会個人成績 | 国際大会個人成績 | 国際大会個人成績 | FIFA      | FIFA      |
| 年度             | クラブ           | 背番号           | 出場             | 得点             | 出場             | 得点             | 出場      | 得点      |
| AFC              | AFC              | AFC              | ACL              | ACL              | -                | -                | クラブW杯 | クラブW杯 |
| ---------------- | ---------------- | ---------------- | ---------------- | ---------------- | ---------------- | ---------------- | --------- | --------- |
| 2008             | 鹿島             | 2                | 6                | 0                | -                | -                | -         | -         |
| 2009             | 鹿島             | 2                | 7                | 1                | -                | -                | -         | -         |
| 2010             | 鹿島             | 2                | 7                | 1                | -                | -                | -         | -         |
| UEFA             | UEFA             | UEFA             | UEFA EL          | UEFA EL          | UEFA CL          | UEFA CL          | クラブW杯 | クラブW杯 |
| 2010-11          | シャルケ         | 22               | -                | -                | 11               | 0                | -         | -         |
| 2011-12          | シャルケ         | 22               | 6                | 0                | -                | -                | -         | -         |
| 2012-13          | シャルケ         | 22               | -                | -                | 5                | 0                | -         | -         |
| 2013-14          | シャルケ         | 22               | -                | -                | 6                | 1                | -         | -         |
| 2014-15          | シャルケ         | 22               | -                | -                | 7                | 0                | -         | -         |
| 2015-16          | シャルケ         | 22               | 0                | 0                | -                | -                | -         | -         |
| 2016-17          | シャルケ         | 22               | 1                | 0                | -                | -                | -         | -         |
| AFC              | AFC              | AFC              | ACL              | ACL              | -                | -                | クラブW杯 | クラブW杯 |
| 2018             | 鹿島             | 2                | 4                | 1                | -                | -                | 3         | 0         |
| 2019             | 鹿島             | 2                | 0                | 0                | -                | -                | -         | -         |
| 通算             | AFC              | AFC              | 24               | 3                | -                | -                | 3         | 0         |
| 通算             | UEFA             | UEFA             | 7                | 0                | 29               | 1                | -         | -         |

その他の国際公式戦
- 2011年
  - UEFAヨーロッパリーグ 2011-12 予選プレーオフ 2試合0得点
- 2013年
  - UEFAチャンピオンズリーグ 2013-14 予選プレーオフ 2試合0得点
- Jリーグ初出場 - 2006年3月5日 J1 第1節 vsサンフレッチェ広島 (広島ビッグアーチ)
- Jリーグ初得点 - 2006年3月21日 J1 第4節 vsヴァンフォーレ甲府 (カシマサッカースタジアム)
- ブンデスリーガ初出場 - 2010年8月21日 第1節 vsハンブルガーSV (AOLアレーナ)
- ブンデスリーガ初得点 - 2012年11月3日 第10節 vsTSG1899ホッフェンハイム (ライン・ネッカー・アレーナ)

## タイトル

### クラブ
鹿島アントラーズ
- J1リーグ：2007年、2008年、2009年
- 天皇杯 JFA 全日本サッカー選手権大会：2007年
- スーパーカップ：2009年、2010年
- AFCチャンピオンズリーグ：2018年

シャルケ04
- DFBポカール：2010-11
- DFLスーパーカップ： 2011

### 代表
- AFCアジアカップ：2011

### 個人
- Jリーグベストイレブン：2008年、2009年
- ブンデスリーガ公式HP・ベストイレブン：2012-2013、2013-14
- アントラーズ功労賞：2022年
- J30ベストアウォーズ ベストイレブン：2023年

## 日本代表歴
- フル代表初出場 - 2008年1月26日 キリンチャレンジカップ vsチリ (国立競技場)[2]
- フル代表初得点 - 2008年6月22日 2010 FIFAワールドカップ・アジア3次予選 vsバーレーン (埼玉スタジアム)[2]

### 出場大会
- U-16、U-17日本代表
  - AFC U-17選手権2004 (予選敗退)
- U-18、U-19、U-20日本代表
  - AFCユース選手権2006 (2位)
  - 2007 FIFA U-20ワールドカップ (ベスト16)
- U-22、U-23日本代表
  - アジア男子サッカー2008 最終予選 (北京オリンピック2008最終予選)
  - 北京オリンピック (グループリーグ敗退)
- 日本代表
  - 東アジアサッカー選手権2008 (2位)
  - 東アジアサッカー選手権2010 (3位)
  - 2010 FIFAワールドカップ (ベスト16)
  - AFCアジアカップ2011 (優勝)
  - FIFAコンフェデレーションズカップ2013 (グループリーグ敗退)
  - 2014 FIFAワールドカップ (グループリーグ敗退)

### 試合数
- 国際Aマッチ 74試合 2得点 (2008年 - 2015年)[2]

| 日本代表 | 国際Aマッチ | 国際Aマッチ |
| 年       | 出場        | 得点        |
| -------- | ----------- | ----------- |
| 2008     | 14          | 1           |
| 2009     | 13          | 0           |
| 2010     | 7           | 0           |
| 2011     | 11          | 0           |
| 2012     | 7           | 0           |
| 2013     | 13          | 0           |
| 2014     | 7           | 1           |
| 2015     | 2           | 0           |
| 通算     | 74          | 2           |

### 出場
| No. | 開催日         | 開催都市           | スタジアム                                         | 対戦国                   | 結果         | 監督           | 大会                                    |
| --- | -------------- | ------------------ | -------------------------------------------------- | ------------------------ | ------------ | -------------- | --------------------------------------- |
| 1.  | 2008年1月26日  | 東京               | 国立競技場                                         | チリ                     | △0-0         | 岡田武史       | キリンチャレンジカップ2008              |
| 2.  | 2008年1月30日  | 東京               | 国立競技場                                         | ボスニア・ヘルツェゴビナ | ○3-0         | 岡田武史       | キリンチャレンジカップ2008              |
| 3.  | 2008年2月6日   | さいたま           | 埼玉スタジアム2002                                 | タイ                     | ○4-1         | 岡田武史       | 2010 FIFAワールドカップ・アジア3次予選  |
| 4.  | 2008年2月17日  | 重慶               | 重慶市奥林匹克体育中心                             | 朝鮮民主主義人民共和国   | △1-1         | 岡田武史       | 東アジアサッカー選手権2008              |
| 5.  | 2008年2月20日  | 重慶               | 重慶市奥林匹克体育中心                             | 中国                     | ○1-0         | 岡田武史       | 東アジアサッカー選手権2008              |
| 6.  | 2008年2月23日  | 重慶               | 重慶市奥林匹克体育中心                             | 韓国                     | △1-1         | 岡田武史       | 東アジアサッカー選手権2008              |
| 7.  | 2008年6月7日   | マスカット         | ロイヤル・オマーン・ポリス・スタジアム             | オマーン                 | △1-1         | 岡田武史       | 2010 FIFAワールドカップ・アジア3次予選  |
| 8.  | 2008年6月14日  | バンコク           | ラジャマンガラ・スタジアム                         | タイ                     | ○3-0         | 岡田武史       | 2010 FIFAワールドカップ・アジア3次予選  |
| 9.  | 2008年6月22日  | さいたま           | 埼玉スタジアム2002                                 | バーレーン               | ○1-0         | 岡田武史       | 2010 FIFAワールドカップ・アジア3次予選  |
| 10. | 2008年9月6日   | マナマ             | バーレーン・ナショナル・スタジアム                 | バーレーン               | ○3-2         | 岡田武史       | 2010FIFAワールドカップ最終予選          |
| 11. | 2008年10月9日  | 新潟               | 東北電力ビッグスワンスタジアム                     | アラブ首長国連邦         | △1-1         | 岡田武史       | キリンチャレンジカップ2008              |
| 12. | 2008年10月15日 | さいたま           | 埼玉スタジアム2002                                 | ウズベキスタン           | △1-1         | 岡田武史       | 2010FIFAワールドカップ最終予選          |
| 13. | 2008年11月13日 | 神戸               | ホームズスタジアム神戸                             | シリア                   | ○3-1         | 岡田武史       | キリンチャレンジカップ2008              |
| 14. | 2008年11月19日 | ドーハ             | ハリファインターナショナルスタジアム               | カタール                 | ○3-0         | 岡田武史       | 2010FIFAワールドカップ最終予選          |
| 15. | 2009年1月20日  | 熊本               | 熊本県民総合運動公園陸上競技場                     | イエメン                 | ○2-1         | 岡田武史       | AFCアジアカップ2011・予選               |
| 16. | 2009年1月28日  | マナマ             | バーレーン・ナショナル・スタジアム                 | バーレーン               | ●0-1         | 岡田武史       | AFCアジアカップ2011・予選               |
| 17. | 2009年2月4日   | 東京               | 国立競技場                                         | フィンランド             | ○5-1         | 岡田武史       | キリンチャレンジカップ2009              |
| 18. | 2009年2月11日  | 横浜               | 横浜国際総合競技場                                 | オーストラリア           | △0-0         | 岡田武史       | 2010FIFAワールドカップ最終予選          |
| 19. | 2009年3月28日  | さいたま           | 埼玉スタジアム2002                                 | バーレーン               | ○1-0         | 岡田武史       | 2010FIFAワールドカップ最終予選          |
| 20. | 2009年5月31日  | 東京               | 国立競技場                                         | ベルギー                 | ○4-0         | 岡田武史       | キリンチャレンジカップ2009              |
| 21. | 2009年6月10日  | 横浜               | 横浜国際総合競技場                                 | カタール                 | △1-1         | 大木武         | 2010FIFAワールドカップ最終予選          |
| 22. | 2009年6月17日  | メルボルン         | メルボルン・クリケット・グラウンド                 | オーストラリア           | ●1-2         | 岡田武史       | 2010FIFAワールドカップ最終予選          |
| 23. | 2009年9月5日   | エンスヘーデ       | デ・フロルーシュ・フェステ                         | オランダ                 | ●0-3         | 岡田武史       | 国際親善試合                            |
| 24. | 2009年10月10日 | 横浜               | 日産スタジアム                                     | スコットランド           | ○2-0         | 岡田武史       | キリンチャレンジカップ2009              |
| 25. | 2009年10月14日 | 宮城               | 宮城スタジアム                                     | トーゴ                   | ○5-0         | 岡田武史       | キリンチャレンジカップ2009              |
| 26. | 2009年11月14日 | ポート・エリザベス | ネルソン・マンデラ・ベイ・スタジアム               | 南アフリカ共和国         | △0-0         | 岡田武史       | 国際親善試合                            |
| 27. | 2009年11月18日 | 銅鑼湾             | 香港スタジアム                                     | 香港                     | ○4-0         | 岡田武史       | AFCアジアカップ2011・予選               |
| 28. | 2010年2月6日   | 東京               | 味の素スタジアム                                   | 中国                     | △0-0         | 岡田武史       | 東アジアサッカー選手権2010              |
| 29. | 2010年2月11日  | 東京               | 国立競技場                                         | 香港                     | ○3-0         | 岡田武史       | 東アジアサッカー選手権2010              |
| 30. | 2010年2月14日  | 東京               | 国立競技場                                         | 韓国                     | ●1-3         | 岡田武史       | 東アジアサッカー選手権2010              |
| 31. | 2010年3月3日   | 豊田               | 豊田スタジアム                                     | バーレーン               | ○2-0         | 岡田武史       | AFCアジアカップ2011・予選               |
| 32. | 2010年9月4日   | 横浜               | 日産スタジアム                                     | パラグアイ               | ○1-0         | 原博実         | キリンチャレンジカップ2010              |
| 33. | 2010年10月8日  | さいたま           | 埼玉スタジアム2002                                 | アルゼンチン             | ○1-0         | ザッケローニ   | キリンチャレンジカップ2010              |
| 34. | 2010年10月12日 | ソウル             | ソウルワールドカップスタジアム                     | 韓国                     | △0-0         | ザッケローニ   | 国際親善試合                            |
| 35. | 2011年1月9日   | ドーハ             | カタールSCスタジアム                               | ヨルダン                 | △1-1         | ザッケローニ   | AFCアジアカップ2011                     |
| 36. | 2011年1月13日  | ドーハ             | カタールSCスタジアム                               | シリア                   | ○2-1         | ザッケローニ   | AFCアジアカップ2011                     |
| 37. | 2011年1月17日  | アルライヤン       | アフメド・ビン＝アリー・スタジアム                 | サウジアラビア           | ○5-0         | ザッケローニ   | AFCアジアカップ2011                     |
| 38. | 2011年1月25日  | ドーハ             | サーニー・ビン・ジャーシム・スタジアム             | 韓国                     | ○2-2 (PK3-0) | ザッケローニ   | AFCアジアカップ2011                     |
| 39. | 2011年1月29日  | ドーハ             | ハリファインターナショナルスタジアム               | オーストラリア           | ○1-0         | ザッケローニ   | AFCアジアカップ2011                     |
| 40. | 2011年6月7日   | 横浜               | 横浜国際総合競技場                                 | チェコ                   | △0-0         | ザッケローニ   | キリンカップサッカー2011                |
| 41. | 2011年8月10日  | 札幌               | 札幌ドーム                                         | 韓国                     | ○3-0         | ザッケローニ   | キリンチャレンジカップ2011              |
| 42. | 2011年9月2日   | さいたま           | 埼玉スタジアム2002                                 | 朝鮮民主主義人民共和国   | ○1-0         | ザッケローニ   | 2014 FIFAワールドカップ・アジア3次予選  |
| 43. | 2011年9月6日   | タシュケント       | パフタコール・マルカジイ・スタジアム               | ウズベキスタン           | △1-1         | ザッケローニ   | 2014 FIFAワールドカップ・アジア3次予選  |
| 44. | 2011年11月11日 | ドゥシャンベ       | ドゥシャンベ・セントラル・スタジアム               | タジキスタン             | ○4-0         | ザッケローニ   | 2014 FIFAワールドカップ・アジア3次予選  |
| 45. | 2011年11月15日 | 平壌               | 金日成競技場                                       | 朝鮮民主主義人民共和国   | ●0-1         | ザッケローニ   | 2014 FIFAワールドカップ・アジア3次予選  |
| 46. | 2012年2月29日  | 豊田               | 豊田スタジアム                                     | ウズベキスタン           | ●0-1         | ザッケローニ   | 2014 FIFAワールドカップ・アジア3次予選  |
| 47. | 2012年5月23日  | 袋井               | エコパスタジアム                                   | アゼルバイジャン         | ○2-0         | ザッケローニ   | キリンチャレンジカップ2012              |
| 48. | 2012年6月3日   | さいたま           | 埼玉スタジアム2002                                 | オマーン                 | ○3-0         | ザッケローニ   | 2014 FIFAワールドカップ・アジア最終予選 |
| 49. | 2012年6月8日   | さいたま           | 埼玉スタジアム2002                                 | ヨルダン                 | ○6-0         | ザッケローニ   | 2014 FIFAワールドカップ・アジア最終予選 |
| 50. | 2012年6月12日  | ブリスベン         | ブリスベン・スタジアム                             | オーストラリア           | △1-1         | ザッケローニ   | 2014 FIFAワールドカップ・アジア最終予選 |
| 51. | 2012年10月12日 | サン＝ドニ         | スタッド・ド・フランス                             | フランス                 | ○1-0         | ザッケローニ   | 国際親善試合                            |
| 52. | 2012年10月16日 | ヴロツワフ         | スタディオン・ヴロツワフ                           | ブラジル                 | ●0-4         | ザッケローニ   | 国際親善試合                            |
| 53. | 2013年2月6日   | 神戸               | ホームズスタジアム神戸                             | ラトビア                 | ○3-0         | ザッケローニ   | キリンチャレンジカップ2013              |
| 54. | 2013年3月22日  | アル・アイン       | ハリファインターナショナルスタジアム               | カナダ                   | ○2-1         | ザッケローニ   | 国際親善試合                            |
| 55. | 2013年3月26日  | ブライダ           | キングアブドゥラースポーツシティスタジアム         | ヨルダン                 | ●1-2         | ザッケローニ   | 2014 FIFAワールドカップ・アジア最終予選 |
| 56. | 2013年5月30日  | 豊田               | 豊田スタジアム                                     | ブルガリア               | ●0-2         | ザッケローニ   | キリンチャレンジカップ2013              |
| 57. | 2013年6月4日   | さいたま           | 埼玉スタジアム2002                                 | オーストラリア           | △1-1         | ザッケローニ   | 2014 FIFAワールドカップ・アジア最終予選 |
| 58. | 2013年6月15日  | ブラジリア         | エスタジオ・ナシオナル・デ・ブラジリア             | ブラジル                 | ●0-3         | ザッケローニ   | FIFAコンフェデレーションズカップ2013    |
| 59. | 2013年6月19日  | レシフェ           | アレナ・ペルナンブーコ                             | イタリア                 | ●3-4         | ザッケローニ   | FIFAコンフェデレーションズカップ2013    |
| 60. | 2013年6月22日  | ベロオリゾンテ     | エスタジオ・ゴベルナドール・マガリャンイス・ピント | メキシコ                 | ●1-2         | ザッケローニ   | FIFAコンフェデレーションズカップ2013    |
| 61. | 2013年8月14日  | 宮城               | 宮城スタジアム                                     | ウルグアイ               | ●2-4         | ザッケローニ   | キリンチャレンジカップ2013              |
| 62. | 2013年9月10日  | 横浜               | 横浜国際総合競技場                                 | ガーナ                   | ○3-1         | ザッケローニ   | キリンチャレンジカップ2013              |
| 63. | 2013年10月11日 | ノビサド           | スタディオン・カラジョルジェ                       | セルビア                 | ●0-2         | ザッケローニ   | 国際親善試合                            |
| 64. | 2013年10月15日 | ジョジナ           | トルペド・スタジアム                               | ベラルーシ               | ●0-1         | ザッケローニ   | 国際親善試合                            |
| 65. | 2013年11月16日 | ヘンク             | クリスタル・アレナ                                 | オランダ                 | △2-2         | ザッケローニ   | 国際親善試合                            |
| 66. | 2014年5月27日  | さいたま           | 埼玉スタジアム2002                                 | キプロス                 | ○1-0         | ザッケローニ   | キリンチャレンジカップ2014              |
| 67. | 2014年6月2日   | タンパ             | レイモンド・ジェームス・スタジアム                 | コスタリカ               | ○3-1         | ザッケローニ   | 国際親善試合                            |
| 68. | 2014年6月6日   | タンパ             | レイモンド・ジェームス・スタジアム                 | ザンビア                 | ○4-3         | ザッケローニ   | 国際親善試合                            |
| 69. | 2014年6月14日  | レシフェ           | アレナ・ペルナンブーコ                             | コートジボワール         | ●1-2         | ザッケローニ   | 2014 FIFAワールドカップ                 |
| 70. | 2014年6月19日  | ナタル             | エスタディオ・ダス・デュナス                       | ギリシャ                 | △0-0         | ザッケローニ   | 2014 FIFAワールドカップ                 |
| 71. | 2014年6月24日  | クイアバ           | パンタナルアリーナ                                 | コロンビア               | ●1-4         | ザッケローニ   | 2014 FIFAワールドカップ                 |
| 72. | 2014年11月14日 | 豊田               | 豊田スタジアム                                     | ホンジュラス             | ○6-0         | アギーレ       | キリンチャレンジカップ2014              |
| 73. | 2015年3月27日  | 大分               | 大分スポーツ公園総合競技場                         | チュニジア               | ○2-0         | ハリルホジッチ | キリンチャレンジカップ2015              |
| 74. | 2015年3月31日  | 東京               | 東京スタジアム                                     | ウズベキスタン           | ○5-1         | ハリルホジッチ | JALチャレンジカップ2015                 |

### ゴール
| #  | 開催年月日    | 開催地     | 対戦国     | 勝敗 | 試合概要                            |
| -- | ------------- | ---------- | ---------- | ---- | ----------------------------------- |
| 1. | 2008年6月22日 | 日本、埼玉 | バーレーン | ○1-0 | 2010 FIFAワールドカップ・アジア予選 |
| 2. | 2014年5月27日 | 日本、埼玉 | キプロス   | ○1-0 | キリンチャレンジカップ2014          |

## 出演

### テレビドラマ
- ビブリア古書堂の事件手帖 第1話（2013年1月14日、フジテレビ）- ハローワーク相談員役

### 情報番組
- 報道ステーション（2021年3月 - 、テレビ朝日） - スポーツキャスター
- 挑戦者の原点～My Episode 0～（2021年10月2日 - 2022年3月26日、テレビ朝日） - ナレーション[55]
- もしもマニュアル〜防災ミニ知識〜（2023年1月7日 - 2023年3月25日、テレビ朝日） - ナレーション[56]

### スポーツ番組
- 2020年東京オリンピック（2021年7月 - 8月、テレビ朝日） - メインキャスター

バラエティー番組
- 芸能人格付けチェック(2021年3月30日、2025年3月22日)

### ドキュメンタリー番組
- 情熱大陸（2012年3月4日、TBS）

### 声優
- ポケモン・ザ・ムービーXY 破壊の繭とディアンシー（2014年） - ウッシー役

### CM
- ソニー 「BRAVIA」（2010年）
- ACジャパン（2011年）
- 江崎グリコ 「Bitte」（2013年）
- ユニクロ 「ふだん着の日が、人生になる。LifeとWear」シリーズ第6弾「テニス編」（2021年）
- サッポロビール「サッポロ生ビール黒ラベル」（2021年）[57]
- 政府広報 「新型コロナウイルスワクチン接種のお知らせ」 （2021年）
- 日本損害保険協会「地震保険」（2021年 - 2023年）[58]
- サントリー食品インターナショナル「伊右衛門」（2022年）[59]

### PV
- May J.「本当の恋」（2014年）

### イメージキャラクター
- 常陽銀行（2007年 - 2010年）
- コーセー「adidas skin protection」（2010年）
- 第90回全国高等学校サッカー選手権大会応援リーダー（2011年）
- 第99回全国高等学校サッカー選手権大会応援リーダー（2020年）[60]

### ネット配信
- Atsuto Uchida's FOOTBALL TIME（2020年10月 - 、DAZN）

## 関連作品

### 書籍
- 『僕は自分が見たことしか信じない』（幻冬舎、2011年、ISBN 978-4344021075）
- 『淡々黙々。』（幻冬舎、2014年、ISBN 978-4344026902）※三村祐輔との共著
- 『ウチダメンタル』（幻冬舎、2021年、ISBN 978-4344037885）

### DVD
- ATSUTO UCHIDA LIKE A ROLLING STONE（2010年）